# La Vie en rose (Édith Piaf)
La Vie en rose (Frans voor "Leven in roze", vrij vertaald: "het rooskleurige leven"), is een van de bekendere chansons van chansonnière Édith Piaf.
Piaf maakte het lied populair in 1946. De tekst was geschreven door Piaf zelf, en de melodie was van de hand van "Louiguy" (Louis Gugliemi). In eerste instantie dachten Piaf en het schrijversteam dat het chanson geen succes zou zijn en ook niet zou worden. Het werd echter een publiekslieveling. Vanwege de populariteit zou het lied op meerdere van haar albums terechtkomen en in 1998 werd een documentaire over Édith Piaf ook getiteld naar dit lied: La Vie en Rose.
Een Engelstalige versie is later geschreven door Mack David.

## Covers
La Vie en rose is een cover uitgebracht door de Jamaicaanse zangeres Grace Jones. Het nummer kwam uit op haar debuutalbum Portfolio. Het originele lied van Édith Piaf werd grondig omgewerkt naar een nummer beïnvloed door bossanova en disco. Zo is de tekst niet enkel meer in het Frans, maar zitten er ook Engelse strofen tussen.
In Nederland bereikte de plaat in 1977 de 4e positie in zowel de Nederlandse Top 40 als de Nationale Hitparade. In 1983 werd de plaat opnieuw uitgebracht en bereikte opnieuw de 4e positie van zowel de Nederlandse Top 40 als de Nationale Hitparade. In de TROS Top 50 werd zelfs de 3e positie bereikt.
Andere covers kwamen onder meer in 1993 van Donna Summer, in 2000 van zanger Alex met een Nederlandstalige variant, namelijk Een bossie rooie rozen, en in 2005 als de muzieksingle La Vie en Rose van Wende Snijders. Ook de zanger Louis Armstrong maakte een bekende coverversie. Recenter in 2013 bracht ook de Franse zangeres Zaz een cover van het lied in haar album Recto Verso.

### NPO Radio 2 Top 2000
| Nummer met noteringen in de NPO Radio 2 Top 2000 | '99 | '00 | '01 | '02 | '03  | '04 | '05  | '06  | '07  | '08  | '09  | '10  | '11  | '12  | '13  | '14  | '15  | '16  | '17  | '18  | '19  | '20  | '21  | '22  | '23  | '24  |
| ------------------------------------------------ | --- | --- | --- | --- | ---- | --- | ---- | ---- | ---- | ---- | ---- | ---- | ---- | ---- | ---- | ---- | ---- | ---- | ---- | ---- | ---- | ---- | ---- | ---- | ---- | ---- |
| La vie en rose (Grace Jones)                     | 907 | 995 | 925 | 778 | 1182 | 975 | 1268 | 1164 | 1294 | 1146 | 1338 | 1031 | 1378 | 1165 | 1275 | 1480 | 1492 | 1559 | 1599 | 1641 | 1538 | 1553 | 1412 | 1748 | 1834 | 1923 |

1. ↑  Een vetgedrukt getal geeft de hoogste notering aan.